# 黄河路街道 (格尔木市)
黄河路街道，是中华人民共和国青海省海西蒙古族藏族自治州格尔木市下辖的一个乡镇级行政单位。

## 行政区划
黄河路街道下辖以下地区：
铁西社区、铁东社区和石油社区。